# Phyllotopsis salmonea
Phyllotopsis salmonea är en svampart som först beskrevs av Kalchbr. & MacOwan, och fick sitt nu gällande namn av D.A. Reid 1975. Phyllotopsis salmonea ingår i släktet Phyllotopsis och familjen Tricholomataceae.   Inga underarter finns listade i Catalogue of Life.